# Waldfrieden (Gattendorf)
Waldfrieden ist ein Wohnplatz der Gemeinde Gattendorf im Landkreis Hof (Oberfranken, Bayern).

## Geografie
Die Einöde besteht derzeit aus zwei Wohngebäuden mit eigener Nummerierung (Stand: 2025). Sie liegt inmitten des Langenbachholzes. Ein Anliegerweg führt nach Neuenreuth zur Staatsstraße 2452 (0,7 km nordöstlich).

## Geschichte
Waldfrieden wurde auf dem Gemeindegebiet von Haidt gegründet. Der Ort wurde in der Topographischen Atlas des Königreiches Bayern in der Ausgabe 1919 erstmals namentlich verzeichnet.  Im Zuge der Gebietsreform in Bayern wurde Waldfrieden am 1. Mai 1978 nach Gattendorf eingemeindet.